# Об'єднане командування ПС НАТО
Об'єднане командування повітряних сил (AIRCOM; англ. Allied Air Command) — центральне командування всіх повітряних сил НАТО. Командувач Об'єднаного командування ПС є головним радником Альянсу з питань авіації. При отриманні наказу Верховного головкома ОЗС НАТО в Європі (SACEUR; англ. Supreme Allied Commander Europe) командування забезпечує ядро штабу, відповідального за ведення повітряних операцій. Командування розташоване на авіабазі Рамштайн в Німеччині.

## Після Холодної війни
Командування веде свою історію від Об'єднаних ПС у Центральній Європі (AAFCE; англ. Allied Air Forces Central Europe), створених в 1974 році для забезпечення централізованого управління і контролю військово-повітряних сил НАТО в Центральному регіоні Європи — в Західній Німеччині на південь від річки Ельби, Бельгії, Нідерландах та Люксембургу. На початку 1990-х років після зниження напруженості між Сходом і Заходом в структурі командування і управління НАТО була проведена велика реорганізація. В її рамках з урахуванням зниження кількості літаків союзників в Європі в 1993 році відбулася раціоналізація штаб-квартири ПС Центрального регіону. 2-ге та 4-те об'єднані тактичні авіаційні командування були розформовані, а їх функції передані AAFCE.
Ця зміна в структурі була відзначена на церемонії в Рамштайні 1 липня 1993 року, коли штаб-квартира була офіційно перейменована на AIRCENT. Ще одним наслідком реорганізації НАТО було збільшення зони відповідальності Союзних військ в Центральній Європі шляхом додавання 1 січня 1994 року Данії та північної частини Німеччини, які раніше були під командуванням Союзних військ в Північній Європі. В результаті, Данія приєдналася до шести країн, які укомплектовували штаб з моменту його створення: Бельгії, Канади, Німеччини, Нідерландів, Великої Британії та США.

## Розширення НАТО
З приєднанням до НАТО трьох нових членів — Угорщини, Польщі та Чехії — в березні 1999 року повітряний простір та повітряні сили Польщі та Чехії стали частиною AIRCENT і з тих пір сприяли завданням і місіям AIRCENT.
3 березня 2000 року AIRCENT були об'єднані з AIRNORTHWEST (Хай-Вікем, Велика Британія). Нове командування отримало абревіатуру AIRNORTH, а також взяло на себе завдання розформованих штаб-квартир BALTAP (яка стала JHQ NORTHEAST) та NORTH (яка стала JHQ NORTH). HQ AIRNORTH тепер включала персонал з Норвегії, Угорщини, Польщі, Чехії, Італії та Іспанії.
Зі вступом в НАТО семи нових членів (Болгарія, Естонія, Латвія, Литва, Румунія, Словенія, Словаччина) в березні 2004 року країни Балтії Естонія, Латвія і Литва, а також Словаччина стали частиною AIRNORTH. У Балтійському регіоні проводяться навчання для підвищення оперативної сумісності, створення потенціалу та продовження інтеграції Естонії, Латвії та Литви. 1 липня 2004 року AIRNORTH був перейменований на Компонентне повітряне командування Рамштайн (CC AIR), а в його штаб-квартирі запроваджена нова внутрішня структура.
1 березня 2010 року командування було перейменовано на Об'єднане командування ПС у Рамштайні, а 1 січня 2013 року, після дезактивації Об'єднаного командування ПС в Ізмірі, командування було перейменовано на Об'єднане командування ПС (AIRCOM).

## Роль

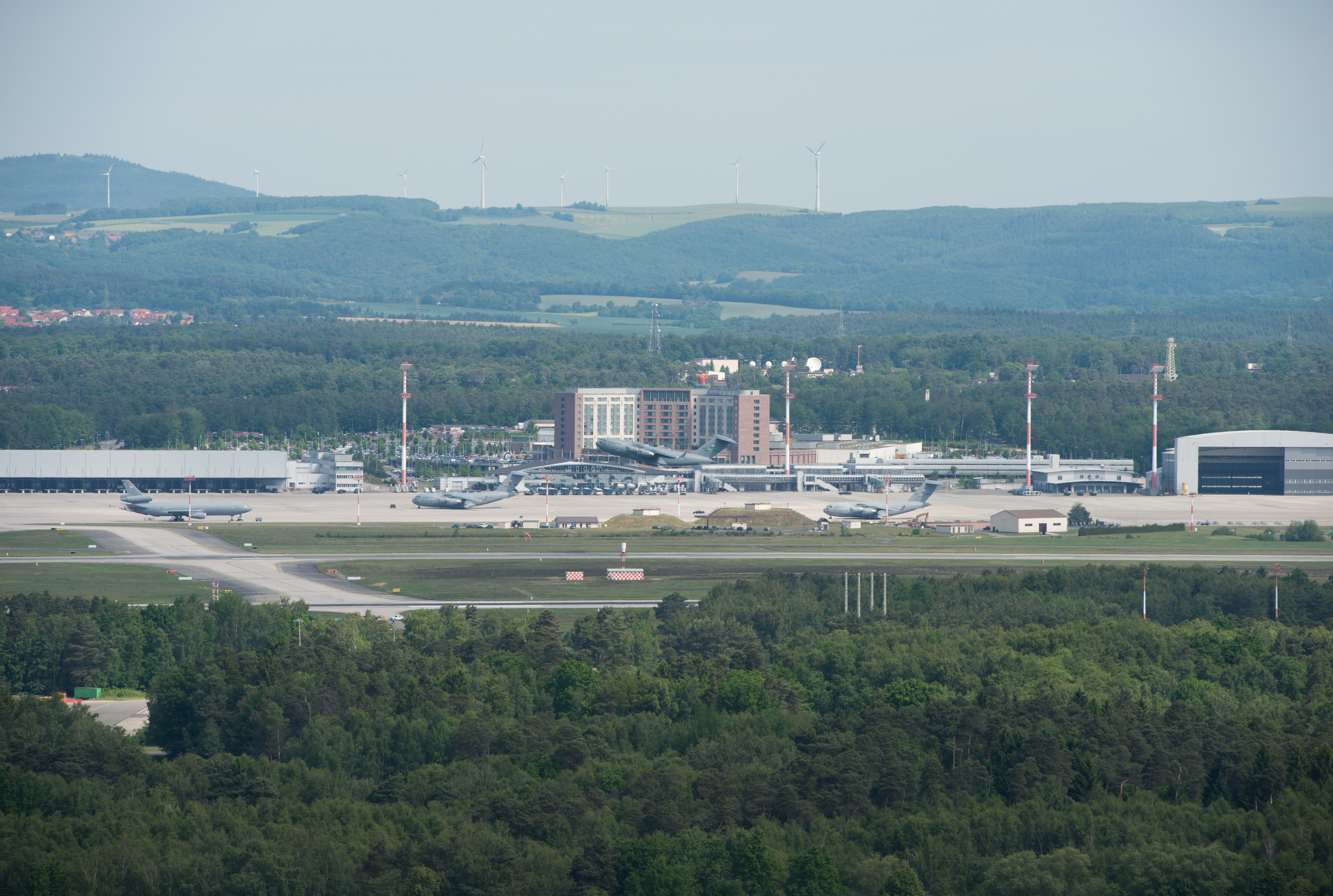
Командування повітряних сил НАТО розташоване в Німеччині на авіабазі Рамштайн

Об'єднане командування повітряних сил відповідає за планування та керівництво авіаційним компонентом операцій і місій НАТО, а також за питання протиповітряної та протиракетної оборони. Це головний авіаційний радник НАТО, який сприяє розвитку та трансформації, взаємодії та співпраці у своїй сфері компетенції.
Штаб командування розташований на авіабазі Рамштайн у Німеччині, звідки може здійснювати командування і контроль над невеликими спільними авіаційними операціями або виступати як авіаційне командування для підтримки більш масштабних операцій.
Командувачем AIRCOM наразі є генерал Повітряних сил США, який також обіймає національну посаду Командувача Повітряних сил США в Європі та Африці. Він є призначеним командувачем Об'єднаного авіаційного командування НАТО для всіх повітряних і космічних місій за дорученням Верховного головнокомандувача ОЗС НАТО в Європі (SACEUR) та авіаційно-космічним радником SACEUR. Персонал AIRCOM складається з представників різних країн, до його складу можуть входити зв’язкові елементи від інших штабів НАТО та національних командувань згідно з відповідними угодами. Заступник командувача авіації зазвичай є тризірковим генералом із Франції або Великої Британії, причому ця посада призначається почергово.
Однією з раніше підпорядкованих AIRCOM структур був Об'єднаний центр авіаційних операцій у Фіндерупі, Данія.
Підпорядкованими AIRCOM структурами є:
- Об'єднаний центр авіаційних операцій  в Юдемі
- Об'єднаний центр авіаційних операцій у Торрехоні
- Мобільний центр командування і контролю авіації у Поджо-Ренатіко

Основною роллю об'єднаного центру авіаційних операцій в Юдемі у мирний час є тактичне командування і контроль сил швидкого реагування, які здійснюють патрулювання повітряного простору НАТО над країнами Бенілюксу, Німеччиною, Польщею, Чехією, Словаччиною та Балтійськими країнами в рамках місії «Балтійське повітряне патрулювання». Також існує понад 50 центрів і пунктів контролю та зв’язку, а також інтеграція з цивільними мережами управління повітряним рухом.
У Балтійському регіоні проводяться навчальні заходи (Baltic Region Training Events, BRTE), спрямовані на підвищення оперативної сумісності, розвиток спроможностей та подальшу інтеграцію Естонії, Латвії та Литви.
AIRCOM також відповідає за Інтегровану систему протиповітряної оборони НАТО (NATINADS; англ. NATO Integrated Air Defense System), яка контролює не лише авіаційні сили, призначені для активного чергування в НАТО, а й збирає інформацію та координує діяльність радарних і наземних об'єктів держав-членів.